# سفارة اليابان في جمهورية الدومينيكان
سفارة اليابان في جمهورية الدومينيكان هي أرفع تمثيل دبلوماسي لدولة اليابان لدى جمهورية الدومينيكان. تقع السفارة في سانتو دومينغو وهي تهدف لتعزيز المصالح اليابانية في جمهورية الدومينيكان.

## وصلات خارجية
- قائمة سفارات اليابان
- قائمة السفارات في جمهورية الدومينيكان